# Adenocline
Adenocline es un género perteneciente a la familia de las euforbiáceas con tres especies de plantas nativas del sur de África hasta Malaui.

## Taxonomía
El género fue descrito por Porphir Kiril Nicolai Stepanowitsch Turczaninow y publicado en Bulletin de la Société Impériale des Naturalistes de Moscou 16: 59. 1843. La especie tipo no ha sido designada.	

## Especies aceptadas
A continuación se brinda un listado de las especies del género Adenocline aceptadas hasta octubre de 2012, ordenadas alfabéticamente. Para cada una se indica el nombre binomial seguido del autor, abreviado según las convenciones y usos.
- Adenocline acuta (Thunb.) Baill.
- Adenocline pauciflora Turcz.
- Adenocline violifolia (Kunze) Prain